# Mijaíl Lérmontov
Mijaíl Yúrievich Lérmontov (en ruso: Михаи́л Ю́рьевич Ле́рмонтов; 15 de octubre de 1814, Moscú-27 de julio de 1841, Piatigorsk), escritor y poeta romántico ruso, a veces llamado "el poeta del Cáucaso".
Fue la figura más importante de la poesía rusa desde la muerte en duelo de Aleksandr Pushkin hasta la suya propia, cuatro años más tarde, en las mismas circunstancias.

## Antecedentes
Mijaíl Yúrievich Lérmontov nació en Moscú en el seno de la familia Lérmontov, y creció en el pueblo de Tarjany (actualmente Lérmontovo en la óblast de Penza). Su familia paterna descendía de la familia escocesa de Learmount, descendiente de un poeta escocés Thomas Learmonth of Erceldoune o, de oídas, de la Casa de Lerma), residente en la Gobernación de Penza, vivió en la aldea de Tarjany (hoy Lérmontovo de la óblast de Penza), donde se conservan sus restos.
La familia se remonta a Yuri (George) Learmonth, un oficial escocés al servicio de la Mancomunidad de Polonia-Lituania donde se estableció a mediados del siglo XVII. Había sido capturado por las tropas rusas en Polonia a principios del siglo XVII, durante el reinado (1613-1645) de Mijaíl Fiódorovich Románov.
La leyenda familiar afirmaba que George Learmonth descendía del famoso poeta escocés del siglo XIII Thomas el Rimador (también conocido como Thomas the Rhymer y Thomas Learmonth). El padre de Lérmontov, Yuri Petróvich Lérmontov, al igual que su padre antes que él, siguió una carrera militar. Tras ascender a capitán, se casó a los dieciséis años con María Mijáilovna Arsénieva, una joven rica heredera de una prominente familia aristocrática de Stolypin. La abuela materna de Lérmontov, Yelizaveta Alekséievna Arsénieva (de soltera Stolýpina), consideraba que su matrimonio no encajaba y sentía un profundo desagrado por su yerno. El 15 de octubre de 1814, en Moscú, adonde se trasladó temporalmente la familia, María dio a luz a su hijo Mijaíl.

## Primeros años

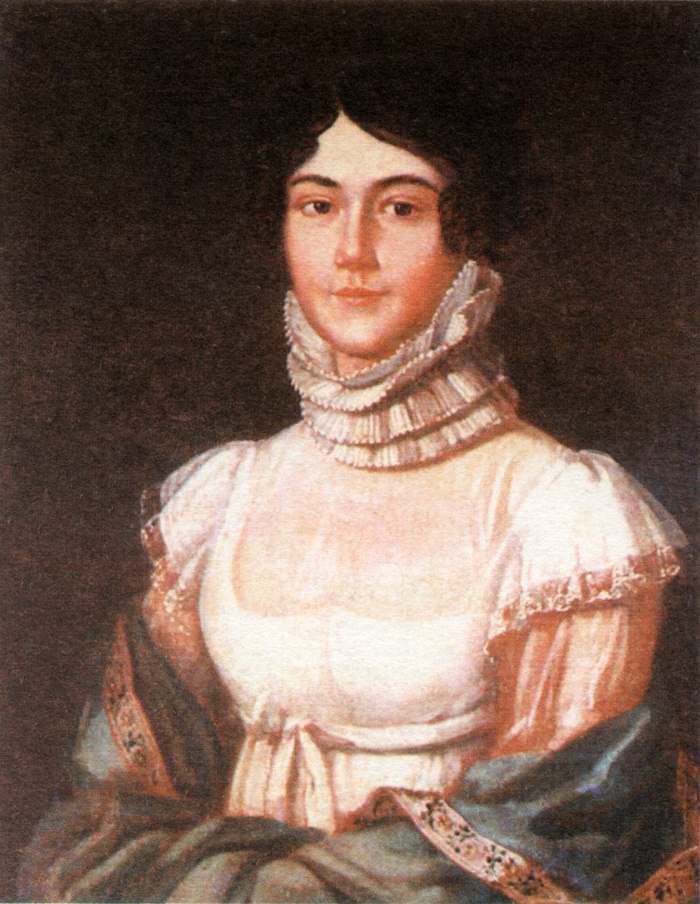
María Mijáilovna Lérmontova (1795-1817), madre del poeta.

El matrimonio resultó poco apropiado y la pareja pronto se distanció. "No hay pruebas sólidas de qué precipitó las disputas que habían tenido. Hay razones para creer que Yuri se había cansado del nerviosismo y la frágil salud de su esposa, y de las maneras despóticas de su suegra", según el historiador literario y estudioso de Lérmontov Aleksandr Skabichevski. Un biógrafo anterior, Pável Viskovátov, sugirió que la discordia podría haber sido causada por el romance de Yuri con una joven llamada Yulia, una inquilina que trabajaba en la casa. Al parecer, el comportamiento violento y errático de su marido y el estrés resultante fueron la causa de la temprana muerte de María Mijáilovna. Su salud se deterioró rápidamente, contrajo tuberculosis y murió el 27 de febrero de 1817, con sólo 21 años de edad.
Nueve días después de la muerte de María, estalló una última pelea en Tarjany y Yuri se marchó corriendo a su finca de Krópotovo, en la Gobernación de Tula (hoy en la óblast de Lípetsk), donde residían sus cinco hermanas. Yelizaveta Arsénieva emprendió una formidable batalla por su querido nieto, prometiendo desheredarlo si su padre se llevaba al niño. Finalmente, ambas partes acordaron que el chico se quedaría con su abuela hasta los 16 años. Padre e hijo se separaron y, a la edad de tres años, Lérmontov comenzó una vida mimada y lujosa con su cariñosa abuela y numerosos parientes. Esta amarga disputa familiar constituyó el argumento de la primera obra dramática de Lérmontov, Menschen und Leidenschaften (1830), cuyo protagonista, Yuri, guarda un gran parecido con el joven Mijaíl.

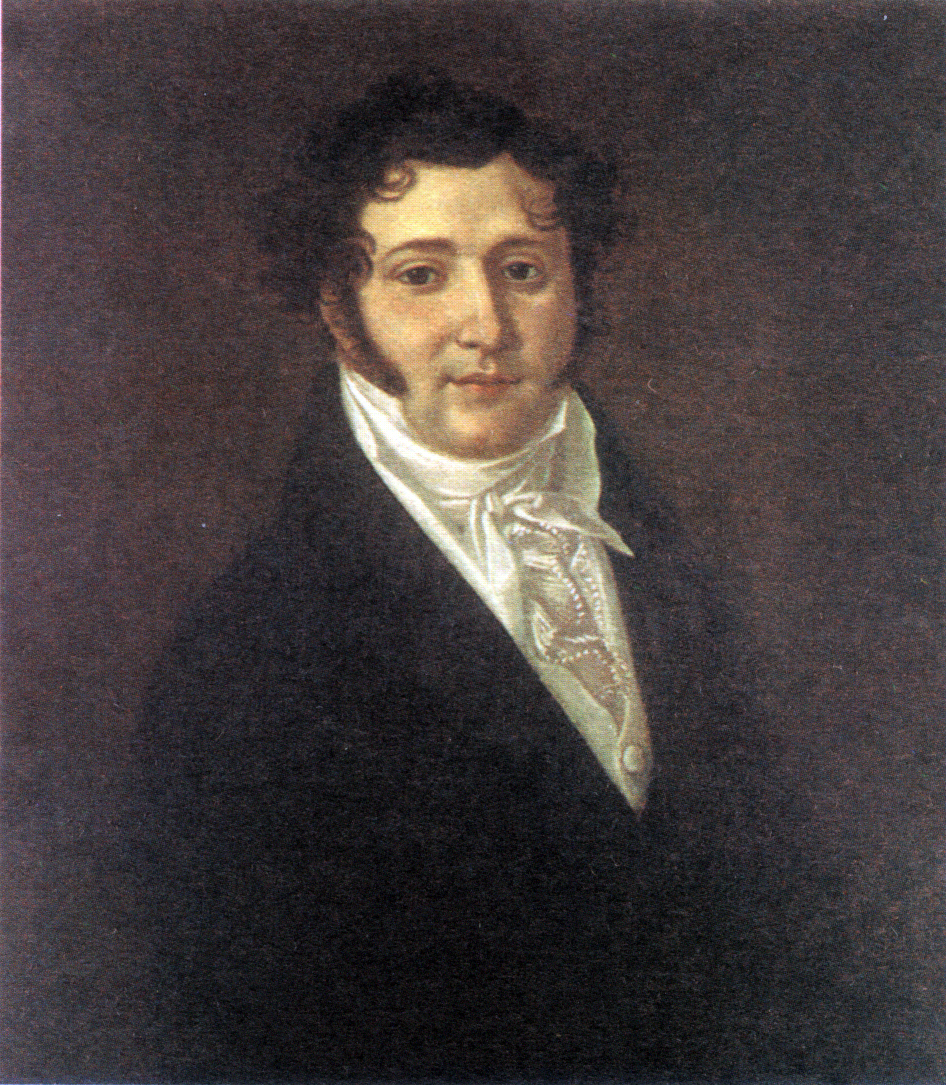
Yuri Petróvich Lérmontov (1787-1831), padre del poeta.

En junio de 1817, Yelizaveta Alekséievna trasladó a su nieto a Penza. En 1821, regresaron a Tarjany y pasaron allí los seis años siguientes. La cariñosa abuela no escatimó en gastos para proporcionar al joven Lérmontov la mejor educación y el mejor estilo de vida que el dinero podía comprar. Recibió una amplia educación en casa, llegó a hablar francés y alemán con fluidez, aprendió a tocar varios instrumentos musicales y demostró ser un pintor dotado. Mientras vivía con la abuela, Mijaíl apenas se reunía con su padre.
Pero la salud del niño era frágil, padecía escrófula y raquitismo (esto último explicaba su piernas arqueadas) y estaba bajo la estrecha vigilancia de un médico francés, Anselm Levis. El coronel Capet, un prisionero de guerra del ejército de Napoleón que se estableció en Rusia después de 1812, fue el primer y más querido tutor del niño.
Un pedagogo alemán, Levy, que sucedió a Capet, presentó a Mijaíl las obras de Goethe y Schiller. No se quedó mucho tiempo y pronto lo sustituyó otro francés, Gendrot, al que pronto se unió Mr. Windson, un respetable profesor de inglés recomendado por la familia de Serguéi Uvárov. Más tarde, llegó Alekséi Zinóviev, profesor de literatura rusa. El ambiente intelectual en el que creció Lérmontov se parecía al que vivió Aleksandr Pushkin, aunque el dominio del francés había empezado a dar paso a la preferencia por el inglés, y Lamartine compartía popularidad con Lord Byron.
En busca de un mejor clima y tratamiento en los manantiales minerales para el niño, Arsénieva lo llevó dos veces, en 1819 y 1820, al Cáucaso, donde se alojaron en casa de su hermana E. A. Jasátova. En el verano de 1825, cuando la salud del niño de nueve años empezó a deteriorarse, la familia viajó al sur por tercera vez. El Cáucaso impresionó mucho al niño, inspirándole una pasión por sus montañas y su conmovedora belleza. "Las montañas del Cáucaso son para mí sagradas", escribió más tarde. Fue allí donde Lérmontov experimentó su primera pasión romántica, enamorándose de una niña de nueve años.

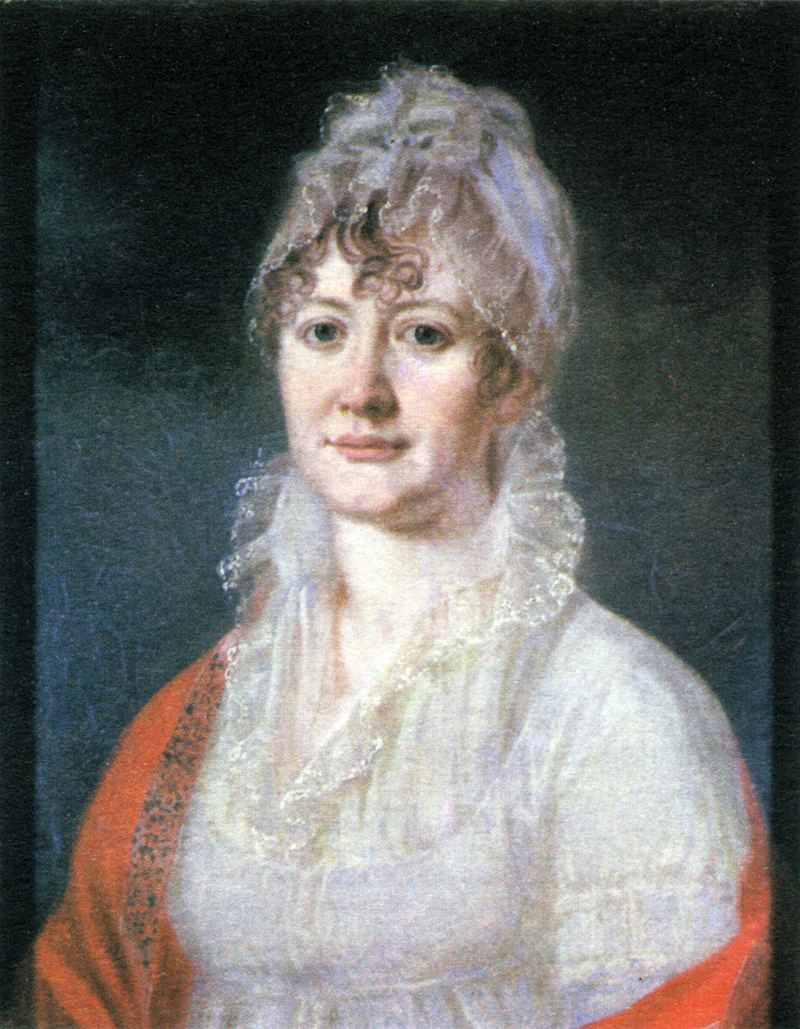
Yelizaveta Arsénieva, abuela de Lérmontov.

Temiendo que el padre de Lérmontov acabara reclamando su derecho a educar a su hijo, Arsénieva limitó estrictamente el contacto entre ambos, lo que causó mucho dolor y remordimiento al joven Lérmontov. A pesar de todos los mimos que le prodigaron, y desgarrado por las rencillas familiares, creció solitario y retraído. En otra de sus primeras obras autobiográficas, Póvest (Novela corta), Lérmontov se describe a sí mismo (bajo la apariencia de Sasha Arbenin) como un niño impresionable, apasionadamente enamorado de todo lo heroico, pero por lo demás emocionalmente frío y ocasionalmente sádico. Habiendo desarrollado un temperamento temeroso y arrogante, se desquitaba con el jardín de su abuela, así como con insectos y pequeños animales ("con gran deleite, aplastaba una desventurada mosca y se erizaba de alegría cuando una piedra que había arrojado le arrancaba las patas a una gallina"). La influencia positiva vino de la institutriz alemana de Lérmontov, Christina Rhemer, una mujer religiosa que introdujo al niño en la idea de que todo hombre, aunque fuera un siervo, merecía respeto. De hecho, según Skabichevski, la mala salud de Lérmontov sirvió en cierto modo de salvación, ya que impidió que el muchacho siguiera explorando los lados más oscuros de su carácter y, lo que es más importante, "le enseñó a pensar en cosas... a buscar placeres que no podía encontrar en el mundo exterior, en lo más profundo de sí mismo". 
De regreso de su tercer viaje al Cáucaso en agosto de 1825, Lérmontov comenzó sus estudios regulares con tutores de francés y griego, iniciándose en la lectura de textos originales de autores alemanes, franceses e ingleses. En el verano de 1827, el joven de 12 años viajó por primera vez a la finca de su padre en la gobernación de Tula. En otoño de ese año, se trasladó con Yelizaveta Arsénieva a Moscú.

## Desarrollo
A causa de la muerte prematura de su madre, y el servicio militar de su padre, quedó al cuidado de su abuela, que le procuró la mejor educación posible: con tutores extranjeros y profesores particulares, aprendió desde la infancia francés, alemán e inglés; pero su infancia se vio entristecida por los constantes enfrentamientos entre su padre y su abuela. La atmósfera intelectual en la que se desarrolló durante su juventud fue la misma en la que vivió Pushkin, aunque el uso del francés (en los escritores) comenzaba a ceder terreno en favor del inglés, cuando Alphonse de Lamartine compartía su estima con Lord Byron, a quienes leía en su lengua original, junto a otros autores como Shakespeare, Chateaubriand, Rousseau, Goethe y Schiller, entre otros. Pronto despuntó en él la sensibilidad y el talento para las artes y las letras; se inició en la poesía y en la pintura —dibujaba muy bien—, en la música y en el teatro.
Del Liceo de Moscú pasó en 1830 a matricularse en la Facultad de Ciencias Políticas y Morales de la Universidad de Moscú; pero su carrera se vio bruscamente interrumpida debido a la intervención que tuvo en determinados actos de insubordinación estudiantil contra las autoridades académicas. En 1832, ingresó en la Academia Militar y a partir de entonces su vida estaría vinculada al ejército. Hasta 1834 perteneció a la escuela de los oficiales de la Guardia de San Petersburgo, desde donde fue destinado al regimiento de húsares en Tsárskoye Seló. El joven militar manifestó abiertamente su cólera, así como la de la nación, ante la pérdida de Pushkin (1837) a través de un poema apasionado dirigido al zar Nicolás I, La muerte del poeta, una de las poesías más brillantes de la literatura rusa. En ese poema, pedía venganza por el asesinato en un duelo del poeta, cuya pistola había sido alterada para que no pudiese disparar.
Sin embargo, el zar encontró en el poema más impertinencia que inspiración, y Lérmontov fue enviado a la Guerra del Cáucaso como oficial de los dragones que, entre otras tropas rusas, intentaban subyugar al pueblo checheno que se oponía a la conquista por el Imperio ruso y cuyos combatientes se habían refugiado en las montañas. Él había vivido en el Cáucaso con su abuela, por lo que no se sintió extraño en unas tierras llenas de recuerdos de su infancia. Las cualidades austeras y rigurosas de los montañeses a los que tenía que combatir, así como el paisaje montañoso y rocoso, le eran familiares: el emperador lo había enviado a la tierra que él conocía. Allí se encontró con inconformistas desterrados e intelectuales georgianos independentistas.

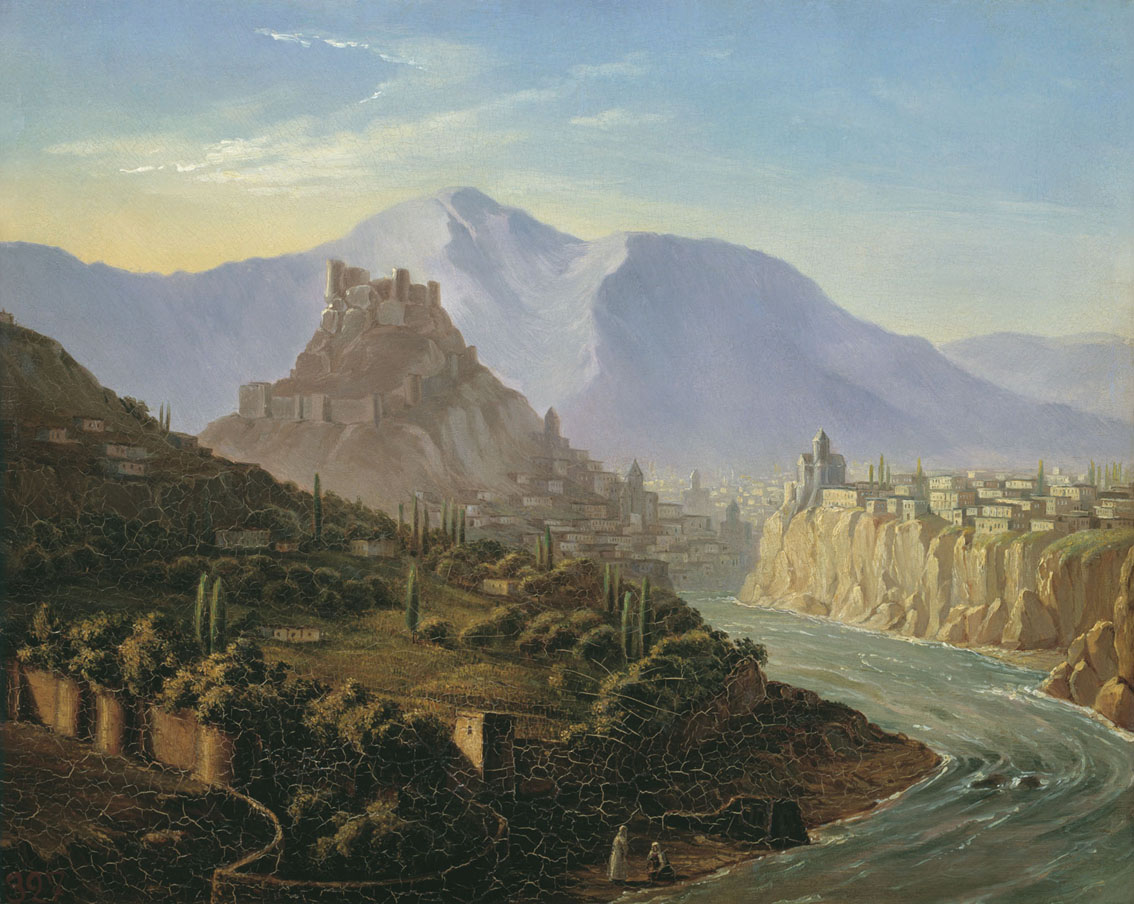
Tbilisi, cuadro por Lérmontov, 1837.

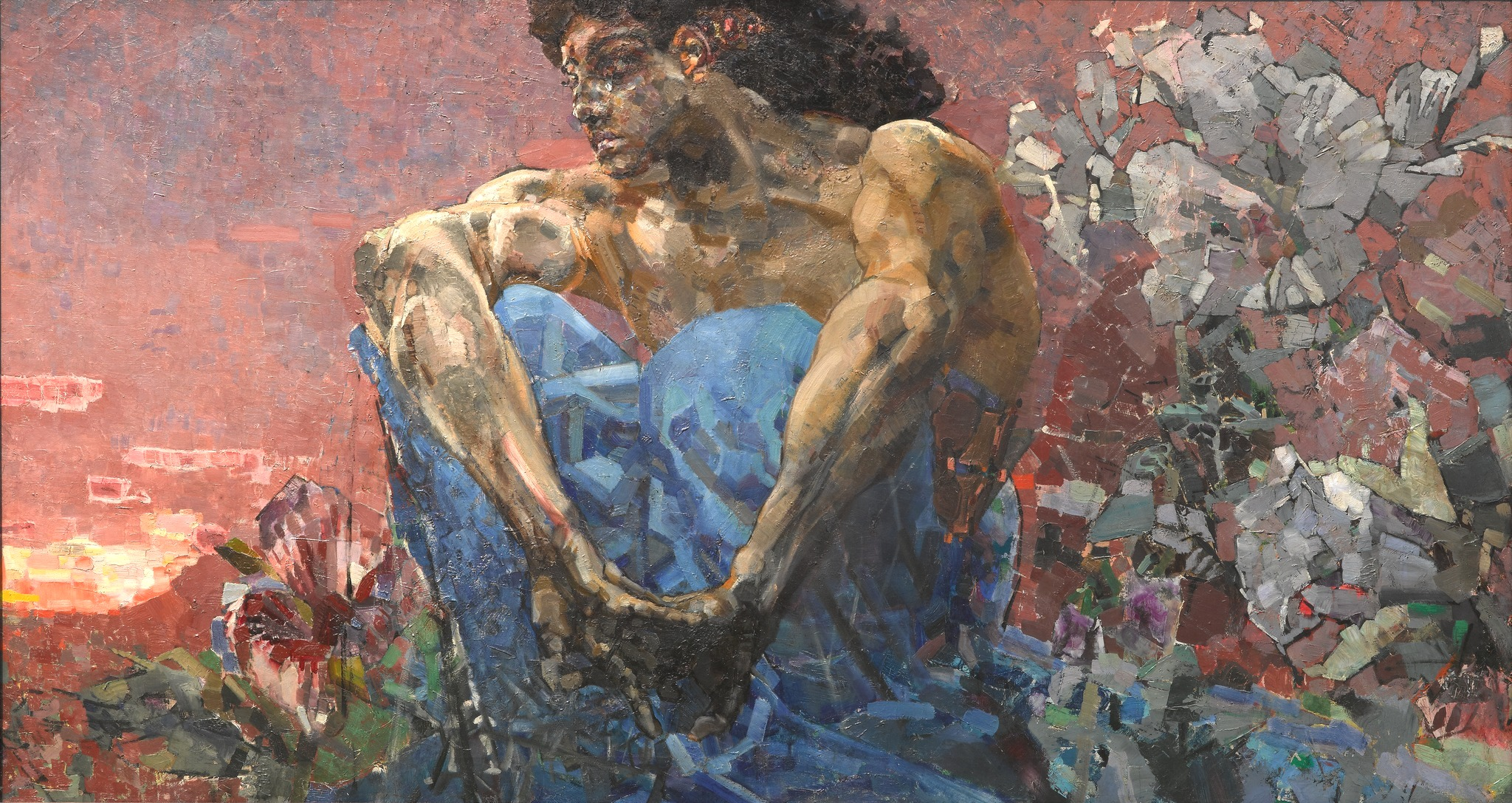
El Demonio, cuadro de Mijaíl Vrúbel (1890).

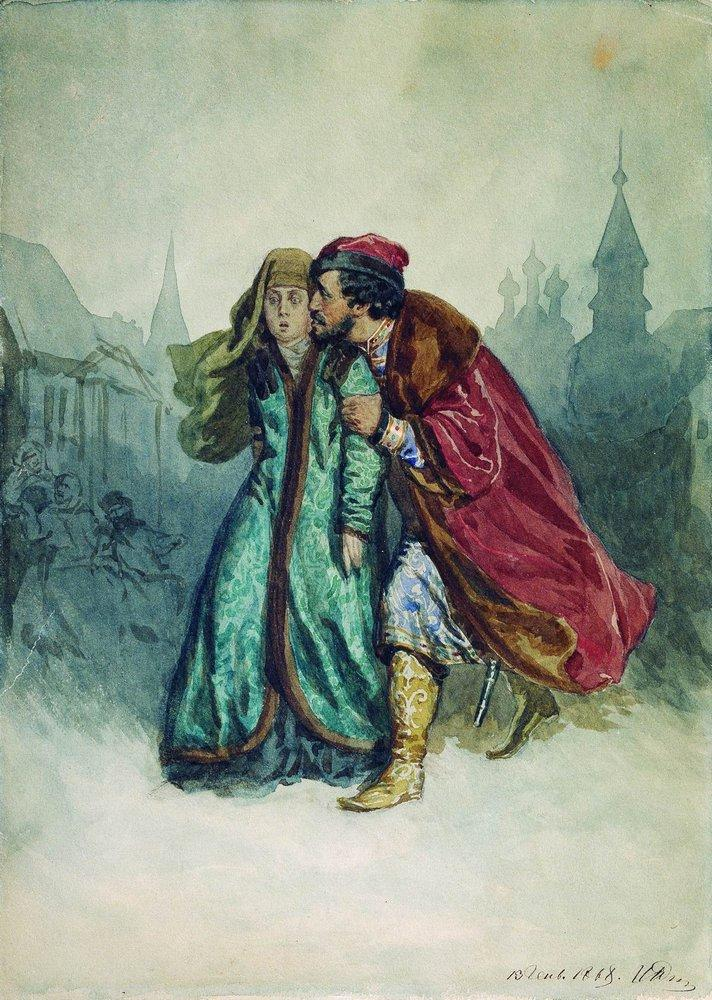
Ilustración para el poema El canto [...] del mercader Kaláshnikov, acuarela de Iliá Repin.

Lérmontov vuelve a San Petersburgo en 1838 y en 1839 es desterrado otra vez al Cáucaso a causa de un duelo contra Ernest de Barante, hijo del embajador francés. Es cuando escribe la novela Un héroe de nuestro tiempo (Герой нашего времени), cuyo protagonista, Pechorin, el desengañado, es un reflejo de sí mismo. Dolido y despechado por el amor no correspondido hacia varias mujeres, hombre de carácter huraño y lengua afilada, retó y fue retado a varios duelos y llegó a ser herido en más de una ocasión, hasta que finalmente muere en Piatigorsk, con 27 años, en julio de 1841, en un duelo mantenido con Nikolái Martýnov. Para este duelo elige, expresamente, el borde de un precipicio a fin de que, «si uno de los combatientes cae herido mortalmente, su destino quede sellado».

## Literatura
Lérmontov publicó, solamente, una pequeña selección de poemas en 1840. Tres volúmenes considerablemente mutilados por la censura fueron publicados por Glazunov y dos ediciones completas de sus obras aparecieron en 1860 y 1863. La traducción alemana de Bodenstedt de sus poemas (Michail Lermontov poetischer Nachlass, Berlín, 1842, dos volúmenes), fue, de hecho, la primera colección satisfactoria por medio de la cual Lérmontov fue conocido fuera de Rusia. Sus poemas tuvieron varios traductores (August Boltz, Berlín, 1852, etc.) Lérmontov describe la tragedia de la juventud de su época, juventud de pensamiento liberal e instruida que estaba disconforme con la situación social, se sentía abandonada y consideraba que su vida no tenía sentido. Con esta obra crea las premisas iniciales para el desarrollo de la novela psicológica en Rusia, lo que lo califica como el fundador del realismo ruso.
En sus primeros poemas imitó a Pushkin y a Byron, pero su estilo poético se afianzó enseguida; se percibe claramente en el cambio de temas como, por ejemplo, en el poema La vela que habla de un bienestar que sólo se consigue luchando. En otros poemas refleja con vehemencia el pensamiento y los sentimientos de los jóvenes estudiantes que se rebelan y muestran su indignación ante la situación del siervo, el rechazo del despotismo zarista y la aspiración apasionada por la libertad. En la novela inacabada Vadim escrita en 1832-1834, defiende, con toda convicción, a los oprimidos campesinos y habla sobre la insurrección de Yemelián Pugachov.
En el drama Baile de máscaras, prohibido por la censura, Lérmontov ataca a la nobleza. Entre sus poemas más conocidos están El demonio, El novicio y una memorable imitación de la balada rusa, El canto del zar Iván Vasílievich, del joven opríchnik y del gallardo mercader Kaláshnikov.
Se bautizó con su nombre a un planeta menor 2222 Lérmontov, descubierto por el astrónomo soviético Nikolái Chernyj en 1977.

## Lérmontov en la cultura actual de España
Entre el 2002 y el 2011 en Salamanca (Castilla y León, España) existió un centro de cultura rusa y ajedrez llamado Centro M. Lérmontov, dependiente de la Obra Social de Caja Duero. Ubicado en pleno centro histórico de Salamanca —en el Edificio San Eloy, Plaza de San Boal— el Centro M. Lérmontov ofrecía clases de ballet, de ajedrez y de ruso, entre otras actividades. En 2011, después de nueve años de exitosa andadura la Obra Social de Caja Duero tomó la decisión de prescindir del centro de cultura rusa en Salamanca. El Servicio Central de Idiomas de la Universidad de Salamanca siguió ofreciendo cursos de Ruso como lengua extranjera durante varios años para atender la demanda existente. 
La Plaza de San Boal —donde en su tiempo se ubicó el centro M. Lérmontov— fue el lugar que la comunidad rusa de Salamanca eligió para celebrar un acto en conmemoración de Alexey Navalny el día que se hizo pública la noticia de su muerte en prisión, en febrero de 2024.
En noviembre del 2024 un grupo de personas de habla rusa residentes en Salamanca fundó la Asociación Salmantina de Rusohablantes "Nuevo Lérmontov". Si bien la nueva asociación no está relacionada con el antiguo centro M. Lérmontov, sus fundadores han elegido este nombre para señalar que desde hace tiempo en Salamanca ha existido el interés por la lengua rusa y la cultura en ella expresada.

## Algunas obras
- Versos 1828-1841
- El prisionero del Cáucaso (en ruso), (Kavkazski plénnik - 1828), poema.
- El corsario, (Korsar - 1828), poema
- Los circasianos, (Cherkesy - 1828), poema.
- Julio (julio de 1830), poema
- Los españoles, (Ispantsy - 1830s), drama inacabado.
- Ismaíl-Bey (Izmaíl-Bei - 1832), poema
- Vadim el jorobado, (Vadim - 1832 - ), novela inacabada.
- Jadzhí-Abrek (Jadzhí-Abrek - 1834)
- El baile de máscaras, drama, (Maskarad - 1835)
- El boyardo Orsha (Boyarin Orsha - 1836)
- La muerte del poeta (Smert poeta - 1837)
- Ashik Kerib (1837)
- Borodinó (Borodinó - 1837)
- El canto del zar Iván Vasílievich, del joven opríchnik y del gallardo mercader Kaláshnikov (Pesnia pro tsariá Ivana Vasílievicha, molodogo opríchnika i udalogo kuptsá Kaláshnikova - 1837), balada.
- El demonio (Demon - 1837), poema.
- El novicio (Mtsyri - 1839), poema.
- Valerik (Valerik - 1840)
- El sueño (Son - 1841)
- Patria, (Ródina - 1841)
- Tamara, (Tamara - 1841), poema.
- Un héroe de nuestro tiempo (Guerói náshego vrémeni - 1839-1840), novela.
- La princesa Ligovskaya, (Kniaguinia Ligovskaia - 1836 - ), novela inacabada.

## Adaptaciones cinematográficas
- Lérmontov (1986)
- Lérmontov (1944)